# Clown (Bilderbuch)
Clown ist ein wortloses Bilderbuch des britischen Kinderbuchautors und Illustrators Quentin Blake, das 1995 beim Verlag Jonathan Cape veröffentlicht wurde. Die deutsche Erstausgabe erschien 1997 beim Gerstenberg Verlag.

## Inhalt
Ein abgewetzter Spielzeug-Clown landet eines Tages zusammen mit weiteren schäbigen Stofftieren in einer Mülltonne. Er macht sich auf den Weg, um für sich und die restlichen Spielsachen ein neues Zuhause zu finden. Während er mit Kindern kommunizieren und ihnen von seinem und dem Schicksal der anderen Stofftiere erzählen kann, sehen Erwachsene in ihm lediglich ein nutzloses altes Spielzeug. Mutig widersetzt sich der Clown diversen Gefahren im Straßenverkehr sowie einem Hund und dessen brutalen Besitzer, von dem er durch ein Fenster in eine Wohnung einer ärmlichen Familie geworfen wird. Dort hilft er einem Mädchen, ihren weinenden kleinen Bruder zu beruhigen und die Wohnung aufzuräumen. Dadurch haben sie gerade noch die Zeit, gemeinsam die zurückgebliebenen Spielsachen aus der Mülltonne zu holen, ehe die Mutter von der Arbeit heimkommt. Diese freut sich über die blitzblanke Wohnung – und der Clown und die restlichen Stofftiere über ein neues Zuhause!

## Rezeption
Geraldine Brennan schreibt in ihrer Buchrezension: „Dieses wortlose Bilderbuch erzählt eine tiefgründige Geschichte über Loyalität und Beharrlichkeit. Es hilft Kindern dabei, Bilder zu interpretieren, ihre Bedeutung zu erfassen, indem sie sich fragen, was der Clown denkt, fühlt und vorhat. […] Quentin Blakes meisterliche Illustrationen fesseln: ein glühender Himmel beleutchtet graue Wolkenkratzer, faszinierend sein Gespür für Lärm und Geschwindigkeit des Verkehrs und die stille Verzweiflung der armen Familie im Hochhaus, bevor der Clown die Freude hereinlässt.“ Margaret Clark schreibt in Books for Keeps: „Eine erstaunliche Meisterleistung.“ Ann A. Flowers schreibt im Horn Book Magazine: „Nur Quentin Blakes bemerkenswertes künstlerisches Talent konnte eine so berührende, liebenswerte Geschichte hervorbringen, die ausschließlich durch die Körperhaltungen und Handlungen lebhafter, kantiger, fast cartoonartiger Figuren erzählt wird.“

## Auszeichnungen
Clown stand 1995 auf der Auswahlliste für die Kate-Greenaway-Medal. 1996 wurde das Buch in der Kategorie ‚unter 5 Jahren‘ beim Nestlé Smarties Book Prize mit einer Bronze-Medaille ausgezeichnet und in der Kategorie ‚Fiction Children‘ mit einem Bologna Ragazzi Award prämiert. 2019 erhielt Clown in der Kategorie ‚Bestes Buch ohne Worte‘ einen Premio Andersen.

## Referenzen
Clown ist in dem literarischen Nachschlagewerk 1001 Kinder- und Jugendbücher – Lies uns, bevor Du erwachsen bist! für die Altersstufe 3+ Jahre enthalten.

## Adaptionen
Clown wurde 2020 als animierter Kurzfilm mit der Erzählstimme von Helena Bonham Carter adaptiert.

## Ausgaben
- Clown. Jonathan Cape, UK 1995.
- Clown. Gerstenberg, Hildesheim 1997, ISBN 3-8067-4194-8.